# جاك لاكومب
جاك لاكومب هو موزع كندي، ولد في 14 يوليو 1963.

## وصلات خارجية
- جاك لاكومب على موقع ميوزك برينز (الإنجليزية)
- جاك لاكومب على موقع أول ميوزيك (الإنجليزية)
- جاك لاكومب على موقع ديسكوغز (الإنجليزية)
- جاك لاكومب على موقع ديسكوغز (الإنجليزية)